# Modestivka, Slavuta
Modestivka (în ucraineană Модестівка) este un sat în comuna Berezdiv din raionul Slavuta, regiunea Hmelnîțkîi, Ucraina.

## Demografie
Componența lingvistică a localității Modestivka
     Ucraineană (98,77%)
     Rusă (1,23%)
Conform recensământului din 2001, majoritatea populației localității Modestivka era vorbitoare de ucraineană (98,77%), existând în minoritate și vorbitori de rusă (1,23%).